# Kallitaxila fulcrata
Kallitaxila fulcrata är en insektsart som först beskrevs av Melichar 1914.  Kallitaxila fulcrata ingår i släktet Kallitaxila och familjen Tropiduchidae. Inga underarter finns listade i Catalogue of Life.